# 普羅特克申 (喬治亞州)
普羅特克申（英語：Protection）是位於美國喬治亞州吉爾默縣的一個非建制地區。該地的面積和人口皆未知。

## 地理
普羅特克申的座標為34°41′09″N 84°18′57″W / 34.68583°N 84.31583°W，而該地的平均海拔高度為544米（即1785英尺）。